# Parc-nature du Bois-de-Saraguay

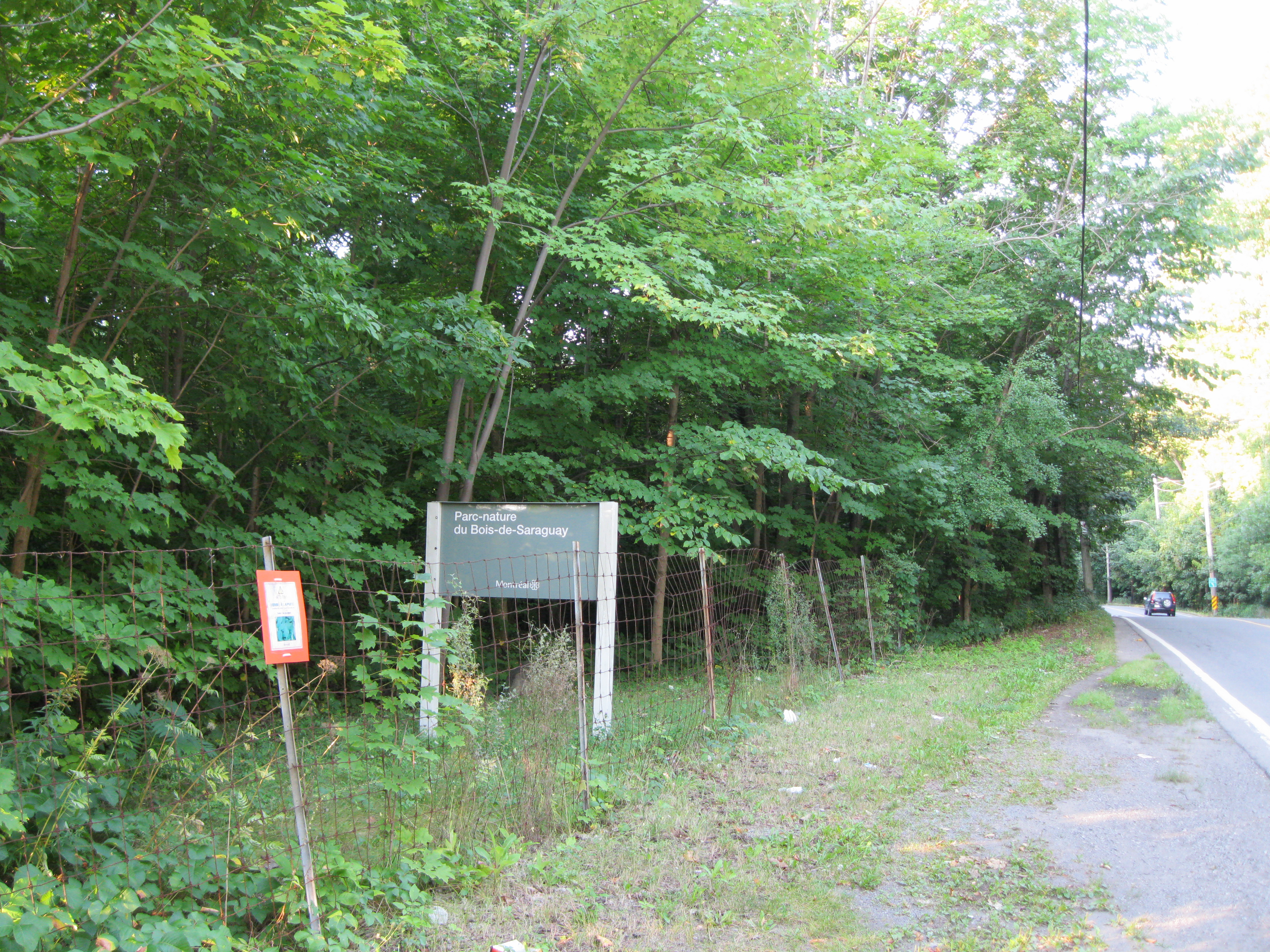
Parc-nature du Bois-de-Saraguay
en bordure du boulevard Gouin

Le parc-nature du Bois-de-Saraguay est un grand parc de Montréal de 96 hectares situé à Saraguay dans l'arrondissement Ahuntsic-Cartierville.
Depuis 2016, année de son inauguration, on y retrouve un sentier de randonnée de 1,8 km.
Ce parc, acquis par la Ville en 1984, a vu le jour grâce à la vigilance des citoyens alors qu'à la fin des années 70 un projet immobilier menaçait sa destruction.

## Maison Mary-Dorothy-Molson

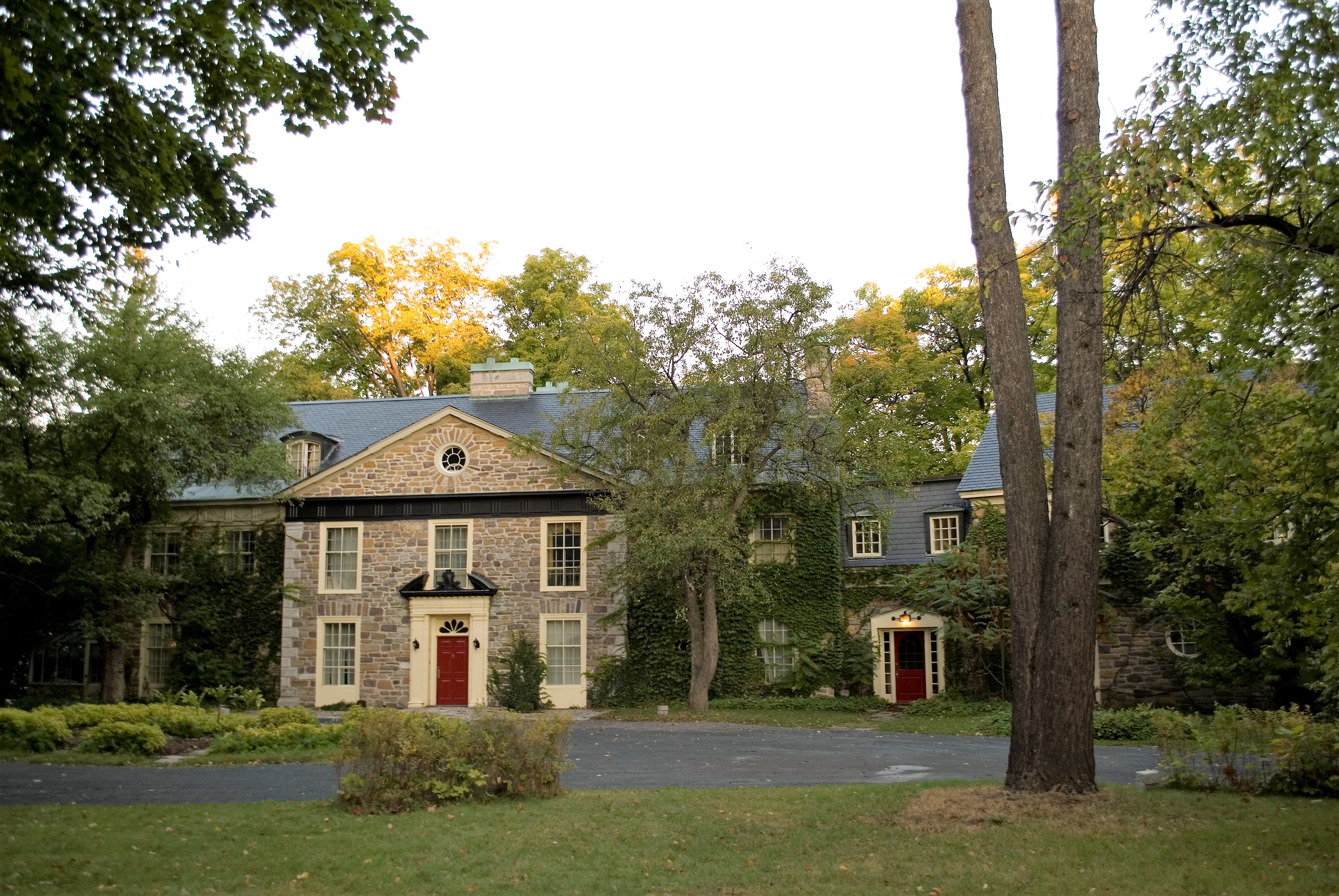
Maison Mary-Dorothy-Molson

Acquise par la communauté urbaine de Montréal en 1980, la maison Mary-Dorothy-Molson fait partie du parc. Cette maison, citée immeuble patrimonial, est une résidence bourgeoise de villégiature d'inspiration néogeorgienne construite en 1929. Elle est située au 9095 boulevard Gouin Ouest,.